# الجامعة السورية الحرة
تأسست الجامعة السورية الحرة في عام 2013 لمواجهة العدد المتزايد من اللاجئين في سن الدراسة الجامعية والذين يفتقرون إلى التعليم نتيجة للانتفاضة السورية المستمرة. الجامعة ذات توجه علماني ولا تتبع أي ديانة معينة، على الرغم من أنها تحتوي على كلية الدراسات العربية والإسلامية التي تقدم درجات جامعية في الشريعة الإسلامية السنية . وتدعم الجامعة الثورة السورية بقوة، "سواء من خلال اسمها أو تفويضها من قبل الهيئة الحقوقية للثورة السورية، وهو نوع من المنظمات التي تثبت أن المنظمة تعمل بمباركة الجيش السوري الحر - [الذي] مرتبط بشكل مباشر بالمقاومة المسلحة ضد نظام الأسد ". 
وتتمثل رسالة الجامعة في "إرفد المجتمع السوري بجيل متعلم يتخذ من العلم أساساً للنهضة الوطنية والمحافظة على حرية البلاد و الاعتماد على الموارد البشرية وتنميتها لتحقيق التكامل في الدولة التي يسعى اليها الشعب السوري". 

## تاريخ
كان مؤسس الجامعة هو مصعب الجمل، أستاذاً للقانون سابقاً في جامعة دمشق ، سوريا . انضم إلى أعضاء هيئة التدريس الآخرين الذين طردوا من البلاد التي مزقتها الحرب لإلقاء المحاضرات على الطلاب في المناطق المحررة في البلاد والدول المجاورة.  في عام 2012، فر الجمل، إلى جانب عدد من زملائه السابقين الذين التحقوا بجامعة دمشق في التسعينات، إلى تركيا عندما تحولت الانتفاضة السلمية في البداية إلى أعمال عنف. حينها فكر الجمل وزملاء أخرون بإعادة إنتاج للجامعة السورية الأم وتأسيسها عام 1903 في سياق الثورة السورية لتلبية احتياجات التعليم الأكاديمي للشباب السوريين الذين أمنوا بالثورة السورية. 

## حرم الجامعة
يقع الحرم الجامعي في الريحانية ، وهي بلدة تركية بالقرب من الحدود السورية، ويقدم مزيجًا من التدريس في الحرم الجامعي وعبر الإنترنت. وبما أن معظم اللاجئين، بما في ذلك الطلاب وأعضاء هيئة التدريس، لا يزالون في سوريا، فإن الجامعة تقدم الدروس عبر سكايب وفيسبوك والبريد الإلكتروني. وهذا جزء مما أطلق عليه المؤسس "نهج التعلم المفتوح ". 

## التنظيم والإدارة

### الحوكمة
وحظيت الجامعة بدعم من أساتذة من الجالية السورية المقيمة في أوروبا، الذين عرضوا تدريس الدروس في تركيا ومن الخارج عبر الإنترنت. في المجموع يوجد 32 أستاذًا في الريحانية، وأكثر من 60 أستاذًا في جميع أنحاء العالم، معظمهم من الجنسية السورية. 
"يعد المنهج الدراسي في الجامعة ""مزيجًا من مفردات مناهج النظام القديم ومطورة بطريقة احترافية لتشمل مواضيع الجديدة بالاعتماد على مراجع منشورة في السويد وألمانيا على وجه الخصوص. "ويشمل أيضًا دورات اللغة الإنجليزية في كل فصل دراسي. 

### المالية
يتم تمويل الجامعة بشكل رئيسي من قبل مؤسسها ومجموعة من المتطوعين الأكاديميين الذين يتبرعون بوقتهم وخبرتهم لهذه القضية. يقدم المؤسس دفعة واحدة قدرها 1500 دولار للأساتذة عند انضمامهم للتدريس في الجامعة. تم تطبيق هيكل متواضع للرسوم الدراسية، حيث يتقاضى الطلاب داخل سوريا 280 دولاراً أمريكياً لكل فصل دراسي، بينما يتقاضى الطلاب خارج سوريا 560 دولاراً أمريكياً. أكثر من 90 بالمائة من الطلاب غير قادرين على دفع أي شيء ويحضرون الفصول الدراسية مجانًا. 

## الأكاديميون
تتكون الجامعة من عشر وحدات أكاديمية منفصلة (كليات) وكان يوجد له مقر بسيط في في الريحانية، وحرم افتراضي يحتوي على تقنيات متقدمة، الكليات التالية هي: 
- كلية الاعلام والاتصال
- كلية الحقوق
- كلية العلوم السياسية
- كلية الهندسة
- كلية التربية
- كلية الدراسات الاسلامية
- كلية الآداب
- كلية الدراسات الشرق أوسطية
- كلية إدارة الأعمال
- كلية تكنولوجيا المعلومات

## التسجيل
وقد قامت الجامعة السورية الحرة بتسجيل 870 طالبًا رسميًا في معظمهم مقيمون في الداخل السورية وتركيا ولديها مئات آخرين على قوائم البريد الإلكتروني داخل سوريا ودول مجاورة أخرى، معظمهم في الأردن . 